# 四日市市立桜台小学校
四日市市立桜台小学校(よっかいちしりつ さくらだいしょうがっこう)とは、三重県四日市市桜台一丁目にある公立小学校である。

## 概要
四日市市の西部の桜台に位置する。

## 沿革
- 1977年(昭和52年)4月 - 開校[2]

## 学区
(学区の出典)

桜台一丁目、桜台二丁目、桜台三丁目、桜町南(一部)、桜新町一丁目、桜新町二丁目